# Paulo Simeón
Paulo Simeón es un productor discográfico, director de televisión, director radial, mánager de artistas, director artístico y pintor cubano-americano, reconocido por su trabajo con artistas como Aymée Nuviola, Paola Guanche, Maía, Fanny Lu, Chucho Valdés, Alexander Abreu, Paula Arenas, Majida Issa y Gonzalo Rubalcaba, entre otros. Algunos de los álbumes que produjo han recibido premios como los Grammy y los Latin Grammy.

## Biografía
Simeón nació en La Habana, Cuba. Después de trabajar como director creativo y de distribución en Univison Communications, se convirtió en presidente de Worldwide Entertainment and Productions Inc. Actualmente es el mánager general de las artistas Aymée Nuviola y Paola Guanche, y se ha encargado de la producción discográfica de álbumes como En la intimidad, First Class to Havana, Como anillo al dedo y A Journey to Cuban Music de Aymée Nuviola; Añorado encuentro de Lourdes Nuviola y Viento y tiempo de Gonzalo Rubalcaba y Aymée Nuviola.
En 2021 produjo el álbum de Nuviola Sin salsa no hay paraíso con la participación de las cantantes y artistas colombianas Fanny Lu, Maía, Majida Issa y Paula Arenas. El álbum vino acompañado de varios videoclips que fueron creados y dirigidos por Simeón.
Algunos de los álbumes que produjo recibieron diversos premios y nominaciones, entre los que destacan un Latin Grammy para Como anillo al dedo, un Grammy para el disco A Journey Through Cuban Music, y nominaciones al Grammy para Viento y tiempo y Sin salsa no hay paraíso, entre otros.

## Plano personal
Simeón conoció a la cantante y actriz cubana Aymeé Nuviola en 2010, con quien tuvo un noviazgo de un año antes de contraer matrimonio. Actualmente, la pareja está radicada en Miami, Florida. Simeón tiene tres hijas: Olivia, Zoey y Lolys, y entre sus aficiones se encuentran el golf, la natación, el judo, el béisbol y la pintura. Su religión es el cristianismo protestante.

## Discografía
| Año  | Título                        | Intérprete(s)                                            | Rol                                      | Ref.   |
| ---- | ----------------------------- | -------------------------------------------------------- | ---------------------------------------- | ------ |
| 2013 | En la intimidad               | Aymée Nuviola                                            | Productor                                | [ 17 ] |
| 2014 | First Class to Havana         | Aymée Nuviola                                            | Productor, director creativo, fotografía | [ 18 ] |
| 2015 | Añorado encuentro             | Lourdes Nuviola                                          | Productor, diseño gráfico                |        |
| 2016 | El regreso a La Habana        | Aymée Nuviola                                            | Productor, fotografía                    | [ 19 ] |
| 2017 | Como anillo al dedo           | Aymée Nuviola                                            | Productor                                | [ 20 ] |
| 2019 | A Journey Through Cuban Music | Aymée Nuviola                                            | Productor                                | [ 21 ] |
| 2020 | Viento y tiempo               | Gonzalo Rubalcaba, Aymée Nuviola                         | Productor, diseño gráfico                | [ 22 ] |
| 2021 | Sin salsa no hay paraíso      | Aymée Nuviola, Majida Issa, Fanny Lu, Maía, Paula Arenas | Productor, diseño gráfico                | [ 23 ] |
| 2021 | Skyline                       | Ron Carter, Jack DeJohnette, Gonzalo Rubalcaba           | Diseño de portada                        |        |